# 海獵號無人艦
海獵號（英語：Sea Hunter），是一艘自主無人船。它是美國國防高等研究計劃署（Defense Advanced Research Projects Agency，縮寫：DARPA）的「持續追蹤反潛無人艦（Anti-Submarine Warfare Continuous Trail Unmanned Vessel，ACTUV）」計畫的一部份，2016年開始執行。海獵號由維格工業（Vigor Industrial）建造，2016年4月7日在俄勒岡州波特蘭市舉行命名下水禮 。這艘船承繼了一系列美軍實驗船有「海」字的命名習慣，包括海影號、海鬥士號，和海刀鋒號等。海獵號是第三級的無人水面載具（USV），它被指定為「中等排水量無人水面載具」（Medium Displacement Unmanned Surface Vehicle， MDUSV）。

## 說明
最初的無武裝原型船，花費了2千萬美元打造，是一艘長132英尺（40公尺）的三體船（由一個主船體，和兩側輔助浮體構成）。它是一艘無人自動駕駛船，以雙螺旋推進，動力來源為2個柴油引擎，最高速度為27節（31英里每小時；50每小時）。它重135噸，包括40噸的燃油，足夠巡航70天，它的巡航範圍是「越洋」，可以在12節（14英里每小時；22每小時）下航行10,000海里（12,000英里；19,000） 。若滿載14,000加侖柴油，可以從聖地牙哥到關島，還能有剩餘油料回到珍珠港。海獵號的滿載排水量為145噸，預定可在海況等級5，浪高6.5英尺（2.0米）（中等海象），以最快21節（24英里每小時；39每小時）的速度下航行；並且能在海況等級7，浪高20英尺（6.1米）（惡劣海象）的情況下存活。雖然三體船的船體設計增加寬度，降低了機動性，但也使得它不須加重龙骨，也能增加穩定性；並賦予它更高的線性軌跡能力，且更適合在淺水區作業。
測試期間，海獵號安裝了一個可拆卸的駕駛室做監控，以備後援與安全，直到可以確定海獵號能夠完全穩定且可靠的自主操作為止。海獵號工作時，均由電腦駕駛與控制船隻，真人僅維持一個稱之為「稀疏監督控制」（Sparse Supervisory Control）的概念監視船隻。這概念的意思是：雖仍然有人在盯著船，但人類不使用控制杆去操縱船。海獵號可以在沒有人類指導的情況下巡航，它使用光學引導與雷達，以避免撞擊障礙物或其他船隻。
這艘船有許多特徵都與標準的船不同，包括內部布局，因為它不需要船員。雖然它有留一個房間供維修人員進入，但不能久住（沒有廚房、臥房或浴室等）。它安裝了位於珀斯，「quickwater marine」公司的「quicKutter」型的軸承保護繩/線切割機。這裝置能保護船隻螺旋槳，避免因捲入繩索或網而造成損壞，又不會影響船隻性能。
在與美國海軍一起服役之前，它將接受為期兩年的測試。如果測試成功，未來此類的無人船可能會被配備武裝，並用於反潛和反水雷任務。它的每天運作成本是15,000美元至20,000美元，僅為一艘驅逐艦每天7萬美元的一小部分 ；它能與濒海战斗舰（LCS）一起工作，成為「濒海战斗舰反潛戰」（LCS ASW）的擴充模組 。美國國防部副部長羅伯特·沃克說，未來如果加裝武器在這艘船上，是否使用致命武力，仍會由人類決定，不會交給電腦 。
據報導，在初步開發成功後的2018年2月1日，DARPA已將海獵號的後續開發工作，移交給美國海軍研究辦公室（Office of Naval Research，ONR）。

## 海上試驗

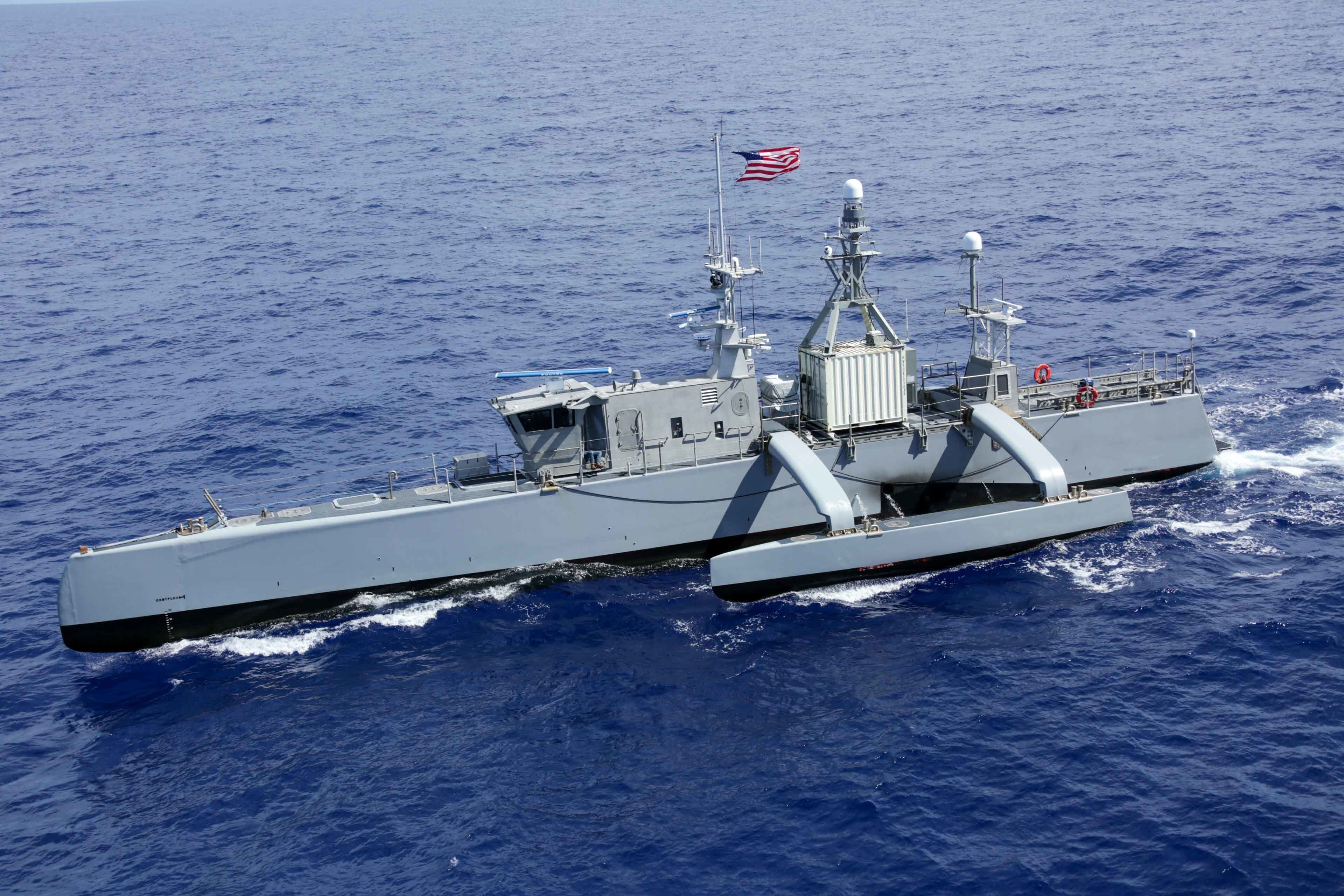
海獵號參加2022年環太平洋軍事演習

2016年6月22日，海獵號完成了初步性能試驗。在開放水域的試驗中，它的速度、機動性、穩定性、船舶耐波性、加速/減速、燃油消耗，與機械系統可靠性等，全都達到或超過了目標。即將到來的試驗，包括了传感器測試、船隻的自主套件測試、符合國際海上避碰規則公約測試，和多項美國海軍任務的概念验证演示。海獵號MDUSV原定於2017年夏季被由海軍研究辦公室（ONR）納入，並進行操作測試與評測海獵號的水雷反制、電光傳感器/热成像仪，與潛艇追蹤等性能。美國計畫在2018財政年度擴增海獵號的情報，監視和偵察（ISR） 能力，與攻勢的反潛武器。

## 外部連結
- YouTube上的DARPA ACTUV Sea Hunter - Christening